# SHAKER'S SHAKIES
『SHAKER'S SHAKIES』（シェイカーズ・シェイキーズ）は、EARTHSHAKERのミニ・アルバム。

## 概要
キーボーディストの永川敏郎が加入して5人編成となった初のアルバム。
収録曲の「置きざりし刻～"モア"」は、1984年のアルバム『FUGITIVE』収録曲「MORE」のニュー・バージョンであり、リアレンジを加え、アコースティック・ピアノ・バージョンとなっている。また、「ありがとう君に」は、初の日本武道館ライブの音源である。
元々は5曲が収録されたミニ・アルバムであったが、CD化の際に1985年のミニ・アルバム『EXCITING MINI 2』の収録曲4曲が追加された。
1986年のアルバム『OVER RUN』の2010年リマスター盤に、ボーナス・トラックとして収録された。
2017年11月8日には、Blu-spec CD仕様で再発売した。

## 収録曲
（全作詞（特記以外）：西田昌史、全作曲（特記以外）：石原慎一郎）
1. SHADOW
2. 心までは
3. ORANGE AGENT
  - 作曲：永川敏郎

インストゥルメンタル曲。
4. 置きざりし刻～MORE
5. LOVE DREAMER
  - 作曲：西田昌史
6. TAKE MY HEART
  - 作詞・作曲：甲斐貴之
7. 夢の果てを (REMIX VERSION)
8. WALL (REMIX VERSION)
9. ありがとう君に（武道館ライブ）